# New Brunswick New Democratic Party
Die New Brunswick New Democratic Party (NDP; frz. Nouveau Parti démocratique du Nouveau-Brunswick) ist eine sozialdemokratische politische Partei in der kanadischen Provinz New Brunswick. Im Gegensatz zu den meisten anderen kanadischen Parteien ist sie ein integraler Bestandteil der Mutterpartei auf Bundesebene, der Neuen Demokratischen Partei. Dies bedeutet, dass Mitglieder der Provinzpartei automatisch auch der Bundespartei angehören, was im politischen System Kanadas üblicherweise nicht der Fall ist. Seit der Wahl am 21. Oktober 2024 stellt die NDP 0 von 49 Abgeordneten in der Legislativversammlung von New Brunswick.

## Geschichte
Gegründet wurde die Partei 1933 als Sektion der Co-operative Commonwealth Federation (CCF). Der erste Parteitag fand im Juni 1933 in Moncton statt.
Bei der Provinzwahl 1939 hatte die Partei nur einen Kandidaten, Joseph C. Arrowsmith im Wahlkreis Saint John Stadt. Während des Zweiten Weltkriegs wuchs die Partei stark. Der Parteivorsitzende J. A. Mugridge, ein Gewerkschafter, führte die Partei bei der Provinzwahl 1944 an. Die Partei erhielt 11,7 % der Stimmen, jedoch keine Sitze in der Legislativversammlung. Die meisten Stimmen erhielten sie in Edmundston, Saint John und Moncton, wo es viele Gewerkschaftsmitglieder gab. Das Parteiprogramm von 1944 sah vor, dass alle natürlichen Ressourcen und öffentlichen Versorgungsunternehmen Staatseigentum sein sollten.
Nach den Wahlen von 1944 erlebte die Partei eine lange Phase des Niedergangs. 1962 wurde die Partei aufgrund einer Vereinbarung zwischen der CCF und dem Canadian Labour Congress in die Neue Demokratische Partei umgewandelt. 
Auf dem Parteitag 1971 stimmte die Partei knapp einem sozialistischen Manifest zu. Dies führte zu Spannungen zwischen der New Brunswick New Democratic Party und der föderal Neuen Demokratischen Partei, die sozialdemokratisch und gemäßigter war. In den späten 1970er Jahren vertrat die Partei unter Parteivorsitzendem John LaBossiere zunehmend feministische und umweltschützerische Positionen, unter anderem lehnte sie den Bau des Kernkraftwerk Point Lepreau ab.
Lediglich bei der Provinzwahl 1978 erhielt die Partei mehr als 6 % der Stimmen; das erste Mal seit der Wahl von 1948.
Bei der Provinzwahl 1982 gewann die Partei ihren ersten Sitz in der Legislativversammlung von New Brunswick. Robert Arthur Hall, ein Schullehrer, wurde im Wahlkreis Tantramar gewählt.
Bei der Provinzwahl 1987 verlor die Partei ihren einzigen Sitz, obwohl sie mehr Stimmen erhielt als 1982. 

### Elizabeth Weir Jahre (1988–2005)
1988 wurde Elizabeth Weir Vorsitzende der Partei. Elizabeth Weir, eine Anwältin, war eine effektive Debattiererin und konnte die Popularität der Partei steigern. Bei den Provinzwahlen 1991 gewann Weir den Wahlkreis Saint John Süd; Damit ist sie die erste NDP-Abgeordnete der Legislativversammlung seit fast zehn Jahren.
In der Legislativversammlung war Weir ein starker Kritiker der neoliberalen Politik von Premierminister Frank McKenna. Sie widersetzte sich erfolgreich der Einrichtung eines Privatbesitz Jugendgefängnisses in der Provinz. Sie verbündete sich auch mit Gewerkschaften, um sich gegen Lohnstopps zu wehren und Gesetze zur Arbeitssicherheit zu unterstützen.
Bei den Provinzwahlen 1995, 1999 und 2003 wurde sie wiedergewählt. Trotz Weirs großer persönlicher Popularität blieb sie die einzige Neue Demokratin, die während ihrer Amtszeit als Vorsitzende in die Legislativversammlung gewählt wurde. Im Jahr 2004 kündigte Weir an, dass sie zurücktreten werde, sobald die Partei einen neuen Vorsitzenden gewählt habe.

### 2005–2019
Allison Brewer wurde im September 2005 zur Parteivorsitzenden gewählt. Sie hatte Probleme, weil sie kein Französisch konnte und wenig Erfahrung in der Politik hatte. Bei den Provinzwahlen 2006 schnitt die Partei schlecht ab. Sie gewannen keine Sitze und erhielten etwas mehr als die Hälfte der Stimmen wie bei der Provinzwahl 2003. Brewer trat kurz nach der Wahl zurück.
Im Jahr 2007 wurde Roger Duguay zum Parteivorsitzenden gewählt. Duguay führte viele interne Veränderungen innerhalb der Partei durch. Zu diesen Veränderungen gehörten ein neues Parteizentralkomitee und neue Wahlkampforganisatoren. Bei der Provinzwahl 2010 erhielt die Partei über zehn Prozent der Stimmen, aber keine Sitze.
Im Jahr 2011 wurde Dominic Cardy zum Parteivorsitzenden gewählt. Cardy verlagerte die Ideologie der Partei in Richtung des „Dritten Wegs“, der mit dem ehemaligen britischen Premierminister Tony Blair verbunden ist, den Cardy bewunderte.
Cardy konnte mehrere ehemalige Politiker sowohl von der Progressive Conservative Party of New Brunswick als auch von der New Brunswick Liberal Association rekrutieren. Viele der linken Parteimitglieder sind aufgrund dieser ideologischen Veränderungen zur Green Party of New Brunswick übergelaufen, darunter auch die frühere Vorsitzende Allison Brewer.
Bei der Provinzwahl 2014 erhielt die Partei fast 50.000 Stimmen, den höchsten Wert aller Zeiten. Allerdings konnte die Partei keine Sitze in der Legislativversammlung gewinnen, Cardy verlor im Wahlkreis Fredericton West-Hanwell mit weniger als 500 Stimmen. Trotz eines guten Wahlergebnisses kam es innerhalb der Partei zu zunehmenden Machtkämpfen. Parteimitglieder, darunter der Föderalpolitiker Yvon Godin und Gewerkschaftsführer Daniel Légère, kritisierten Cardy dafür, dass er die Partei in die politische Mitte rückte. Cardy trat 2017 als Parteivorsitzender zurück und verwies auf diese internen Machtkämpfe.
2017 wurde Jennifer MacKenzie zur Parteivorsitzenden gewählt. Mackenzie erklärte sich selbst zur Sozialistin und versprach, die Partei zu ihren Gründungsprinzipien zurückzubringen. Für die Provinzwahl 2018 versprach das Parteiprogramm, den Mindestlohn auf 15 Dollar pro Stunde zu erhöhen, die Studiengebühren zu senken und bezahlbare Kindertagesstätten auszubauen. Bei der Provinzwahl 2018 erhielt die Partei nur fünf % der Stimmen und keine Sitze. Beim Parteitag 2019 stimmten die Parteimitglieder knapp für das Ende von MacKenzies Vorsitz.

### Niedergang (2019–heute)
Im September 2019 wechselten neun der ehemaligen Kandidaten der Partei bei der Provinzwahl 2018 zur Green Party of New Brunswick. Weitere fünf ehemalige Kandidaten forderten einen Zusammenschluss von New Brunswick New Democratic Party und die Grünen.
Bei den Provinzwahlen 2020 und 2024 erhielt die Partei weniger als zwei Prozent der Stimmen.

## Vorsitzende

### New Brunswick New Democratic Party
- Jack Currie 1965–1968
- J. Albert Richardson 1970–1976
- John LaBossiere 1976–1980
- George Little 1980–1988
- Elizabeth Weir 1988–2005
- Allison Brewer 2005–2006
- Pat Hanratty (interimistisch) 2006–2007
- Roger Duguay 2007–2010
- Jesse Travis (interimistisch) 2010–2011
- Dominic Cardy 2011–2017
- Jennifer McKenzie 2017–2019
- Mackenzie Thomason 2019–2022
- Alex White 2022–

## Wahlergebnisse
| Wahl | Sitze total | Kandi- daten | Gew. Sitze | Stimmen | Anteil  |
| ---- | ----------- | ------------ | ---------- | ------- | ------- |
| 2024 | 49          | 23           | 0          | 4.865   | 1,30 %  |
| 2020 | 49          | 33           | 0          | 6.220   | 1,66 %  |
| 2018 | 49          | 49           | 0          | 19.039  | 5,01 %  |
| 2014 | 49          | 49           | 0          | 48.259  | 12,98 % |
| 2010 | 55          | 55           | 0          | 38.737  | 10,41 % |
| 2006 | 55          | 48           | 0          | 19.212  | 5,10 %  |
| 2003 | 55          | 55           | 1          | 36.989  | 9,66 %  |
| 1999 | 55          | 55           | 1          | 34.526  | 8,80 %  |
| 1995 | 55          | 55           | 1          | 37.579  | 9,65 %  |
| 1991 | 58          | 58           | 1          | 44.384  | 10,78 % |
| 1987 | 58          | 58           | 0          | 43.033  | 10,55 % |
| 1982 | 58          | 54           | 1          |         | 10,20 % |